# والتر ديفيس جونيور
والتر ديفيس جونيور (بالإنجليزية: Walter Davis)‏ هو عازف جاز وعازف بيانو أمريكي، ولد في 2 سبتمبر 1932 في ريتشموند في الولايات المتحدة، وتوفي في 2 يونيو 1990 في نيويورك في الولايات المتحدة بسبب اعتلال الكلية.

## وصلات خارجية
- والتر ديفيس جونيور على موقع IMDb (الإنجليزية)
- والتر ديفيس جونيور على موقع ميوزك برينز (الإنجليزية)
- والتر ديفيس جونيور على موقع أول ميوزيك (الإنجليزية)
- والتر ديفيس جونيور على موقع ديسكوغز (الإنجليزية)
- والتر ديفيس جونيور على موقع قاعدة بيانات الفيلم (الإنجليزية)